# Distrito de Morococha
Morococha es un distrito (municipio) situado en la provincia de Yauli, en el departamento de Junín, Perú. Según el censo de 2017, tiene una población de 5155 habitantes.

## Historia
El distrito fue creado mediante Ley del 21 de noviembre de 1907, en el gobierno del Presidente José Pardo y Barreda.
La historia de Morococha se remonta por lo menos hasta los inicios del siglo XVIII, cuando habría comenzado una actividad minera de una escala importante para la época, que llevó a la apertura de una Caja Real (oficina fiscal) en San Juan de Matucana en 1721.
Diez años después, sin embargo, la Caja se mudó a Jauja, probablemente porque la producción de plata no resultó ser del nivel de lo esperado.
El 24 de enero de 1761 el minero español Martín de Bidegaray obtuvo del corregidor Sebastián Franco de Melo la autorización para levantar un ingenio de moler metales "en el paraje nombrado Morococha". En el lugar había tres lagunas: Huaracocha, Huascacocha y Morococha, que era la del centro. Esta palabra significa, en lengua quechua, "laguna de colores".
A finales del siglo XVIII visitaron las minas de la región los científicos europeos Hipólito Ruiz y Tadeo Haenke, un naturalista austríaco, quienes relataron sus impresiones sobre el trabajo minero y las operaciones de refinación.
Durante las guerras de la independencia las minas parecen haber sido abandonadas, hasta que en la década de 1830 las reabrió el minero alemán Carlos Renardo Pflücker Schmiedel en compañía del minero español o criollo Juan Francisco Izcue.
A mediados del siglo XIX la hacienda Morococha, de Pflücker (Izcue murió poco después de fundada la compañía de minas) era ya un establecimiento floreciente, que en las décadas siguiente sirvió de punto de descanso a una serie de viajeros como el suizo Juan Jacobo von Tschudi, los norteamericanos Herndon y Gibbon y el italiano Antonio Raimondi, quien pintó unas excelentes acuarelas de la hacienda. Pflücker llegó a traer trabajadores alemanes para los trabajos y modernizó las operaciones de refinación, orientándolas a la producción de cobre antes de que de plata. Cada dos domingos eran los días de pago, celebrándose una pequeña feria, a la que comenzaron a concurrir pobladores de lugares aledaños, que llevaban alimentos y provisiones para la venta. Pflücker también contrató a un médico europeo, que brindaba servicios de salud no solo a los operarios de la hacienda.
El censo de 1876 registró una población de 504 habitantes en el "caserío" de Morococha, al que identificó como una "hacienda mineral". El avance del ferrocarril central por esos años promovió el crecimiento de la explotación minera, arribando muchos empresarios de origen europeo.
En 1887, además de la empresa de Pflücker, figuraban en el padrón de empresarios del asiento las empresas de Montero Hermanos, Francisco Mendizábal, José de la Torre, Federico Fernandini, Ricardo Mahr, Emiliano LLona, Pedro Félix Remy, José Vannoni, entre otros, hasta sumar 34 empresas.
Un hito importante para el desarrollo de la minería de Morococha fue el hecho que desde 1894 la oficina refinadora de Casapalca, de los empresarios Backus y Johnston, comenzara a pagar por los contenidos de cobre en los minerales. Esto desató una fiebre por este metal, que impulso las inversiones en el asiento en los años siguientes.
Entre 1905 y 1912 la empresa Morococha Mining Company, subsidiaria de la Cerro de Pasco Mining Company, de capitales norteamericanos, adquirió casi la totalidad de las empresas del asiento, las que desde 1915 quedaron consolidadas dentro de esta empresa, cuya denominación cambió en ese año a la de Cerro de Pasco Copper Corporation.
El último día de 1973 esta empresa fue expropiada por el gobierno militar de Velasco Alvarado, siendo convertida en la empresa estatal Centromín Perú, que existió hasta 2003, cuando fue privatizada por el gobierno de Alejandro Toledo.

## Geografía
Abarca una superficie de 265.67 km² y está situado a una altitud de 4525 metros sobre el nivel del mar. Su capital es Nueva Morococha.

## Población
Según el censo de 2017, el distrito de Morococha tiene 5155 habitantes, los cuales son en su mayoría trabajadores mineros que arriendan espacios en las construcciones que forman el distrito, compuestas entre antiguos campamentos mineros y construcciones particulares antiguas y recientes.
De acuerdo al primer censo nacional, en 1876, la "hacienda mineral" de Morococha contaba con 504 habitantes. En ese momento era parte del distrito de Yauli, del que se separó en 1907, siendo su primer alcalde J. A. Murdoch. En 1940 la población había crecido hasta los 8078 habitantes. En los siguientes censos nacionales, la población ha registrado oscilaciones: 8873 en 1961, 7743 en 1972,  12 235 en 1981, 7628 en 1993 y 5397 en 2007. Los avatares de la minería son los que han influido en estos altibajos. La expansión de la producción de cobre, a raíz del alza de su precio a partir del año 2005, determinaron la necesidad de remover la capital a un nuevo emplazamiento, como condición para su subsistencia. El nuevo emplazamiento fue Carhuacoto, siete kilómetros más próximo a La Oroya, adonde la mudanza comenzó el 2012.

## Situación actual de los habitantes de Morococha
En los últimos años de existencia de la antigua Morococha el Estado peruano forzó el desplazamiento de la población, por lo que esta constituyó el «Frente amplio de defensa y desarrollo de los intereses del distrito de Morococha», que solicitó la intervención de la Comisión Interamericana de Derechos Humanos, ya que existían condiciones importantes aún por resolver o que no estaban resueltas adecuadamente:
- La nueva ciudad de Carhuacoto estaba asentada justo en el cauce del río Carhuacoto. La zona era un bofedal y además allí estaba la ácida laguna Huascocha, con peligro constante de desembalse, debido a que la zona fue declarada por Instituto Nacional de Defensa Civil como de alto grado de sismicidad por una falla geológica. Hay una señal informativa que la anuncia junto a la Carretera Central.
- El material de las casas no lograba darles condiciones mínimas de abrigo y salud a la población.
- Más de 500 niños y jóvenes no estaban recibiendo clases escolares en los diferentes niveles educativos y tampoco se contaba con la asistencia de salud de parte del Gobierno.

El Gobierno peruano se valía de la necesidad de educación en la niñez de los pobladores de Morococha para forzar el traslado poblacional a Nueva Morococha.
Como contrapropuesta la población elaboró su propio programa de reasentamiento autogestionario.
Después del traslado total de la población, la antigua Morococha fue demolida y ya no quedaron casas en pie, debido a que toda su área pasó a formar parte del asiento minero Toromocho; también fue demolido el monumento a los trabajadores mineros que estaba en el desvío a la antigua Mororocha junto a la Carretera Central.

## Autoridades

### Municipales
- 2023-2026
  - Alcalde: Roberto Cornelio Flores

- 2019 - 2022
  - Alcalde: Marcial Tolentino Salome Ponce

- 2015 - 2018[3]
  - Alcalde: Luis Rivelino Arias Herrera, Movimiento regional independiente Con El Perú (CEP).
- 2011-2014
  - Alcalde: Marcial Tolentino Salome Ponce, Movimiento político regional Perú Libre (PL)[4][5]
- 2007-2010
  - Alcalde: Marcial Tolentino Salome Ponce.